# Arthur von Bothwell

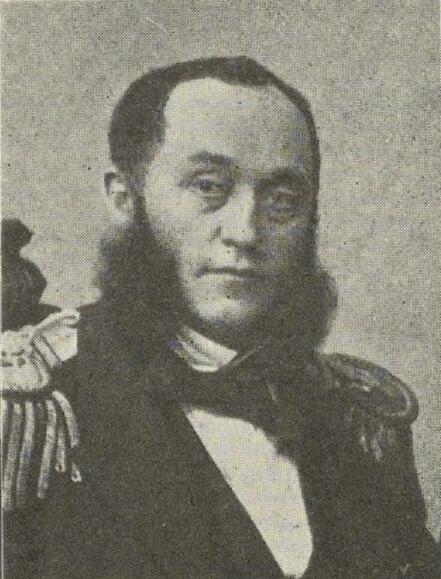
James Arthur Hepburn von Bothwell, undatierte Fotografie

Alexander James (Jacob) Robert Arthur Hepburn von Bothwell (* 26. Juni 1821 in Kreuznach; † 26. Dezember 1904 in Unkel) war ein Leutnant der preußischen Artillerie, Marineoffizier der Britischen, Preußischen, Norddeutschen und Kaiserlichen Marine, Förderer des Genossenschaftswesens und Lokalpolitiker.

## Leben

### Herkunft
James Arthur Hepburn von Bothwell war ein Sohn des Ingenieurs und Lehrers am Kreuznacher Gymnasium James Alexander Hepburn von Bothwell, genannt Pfeifer, und dessen Ehefrau Maria Anna Josefine Schmitt (* 1792), einer Tochter des Kreuznacher Oberbürgermeisters Stanislaus Schmitt (* 1766; † nach 1823) aus Schönthal (ex Valle speciosa) und seiner Frau (⚭ 1791) Katharina Womrath (* 1775).  Arthur von Bothwell war fest davon überzeugt, ein Nachkomme von James Hepburn, 4. Earl of Bothwell, Ehemann der Maria Stuart, zu sein.

### Eintritt in die Preußischen Armee
Arthur von Bothwell trat als Offiziersanwärter in das 2. (Pommersche) Feld-Artillerie-Regiment der Preußischen Armee in Stettin ein.
Am 13. Oktober 1842 wurde er Seconde-Lieutenant im 2. Artillerie-Regiment. Noch als Premier-Lieutenant 1852 wurde er in diesem Regiment geführt. Bald (bis 1853) wurde er zur Dienstleistung bei der Marine abkommandiert.
Das Generalkommando des II. Armeekorps in Stettin erhielt 1848 den Befehl, alle geeigneten Leute aus den vorhandenen Truppenteilen an ein provisorisch eingerichtetes „Marine-Bataillon der zweiten Flottillen-Division zu Stettin“ abzugeben; unter den vier bereits eingetretenen Offizieren waren die Artillerie-Lieutenants Karl Christian Galster und Arthur von Bothwell.
1847 heiratete er am Standort seines Artillerie-Regiments in Stettin. Ab dem 1. Oktober 1848 wurde von Bothwell beim Marine-Depot in Stralsund eingesetzt.

### Abordnung zum Dienst in der Royal Navy (1851–1853)

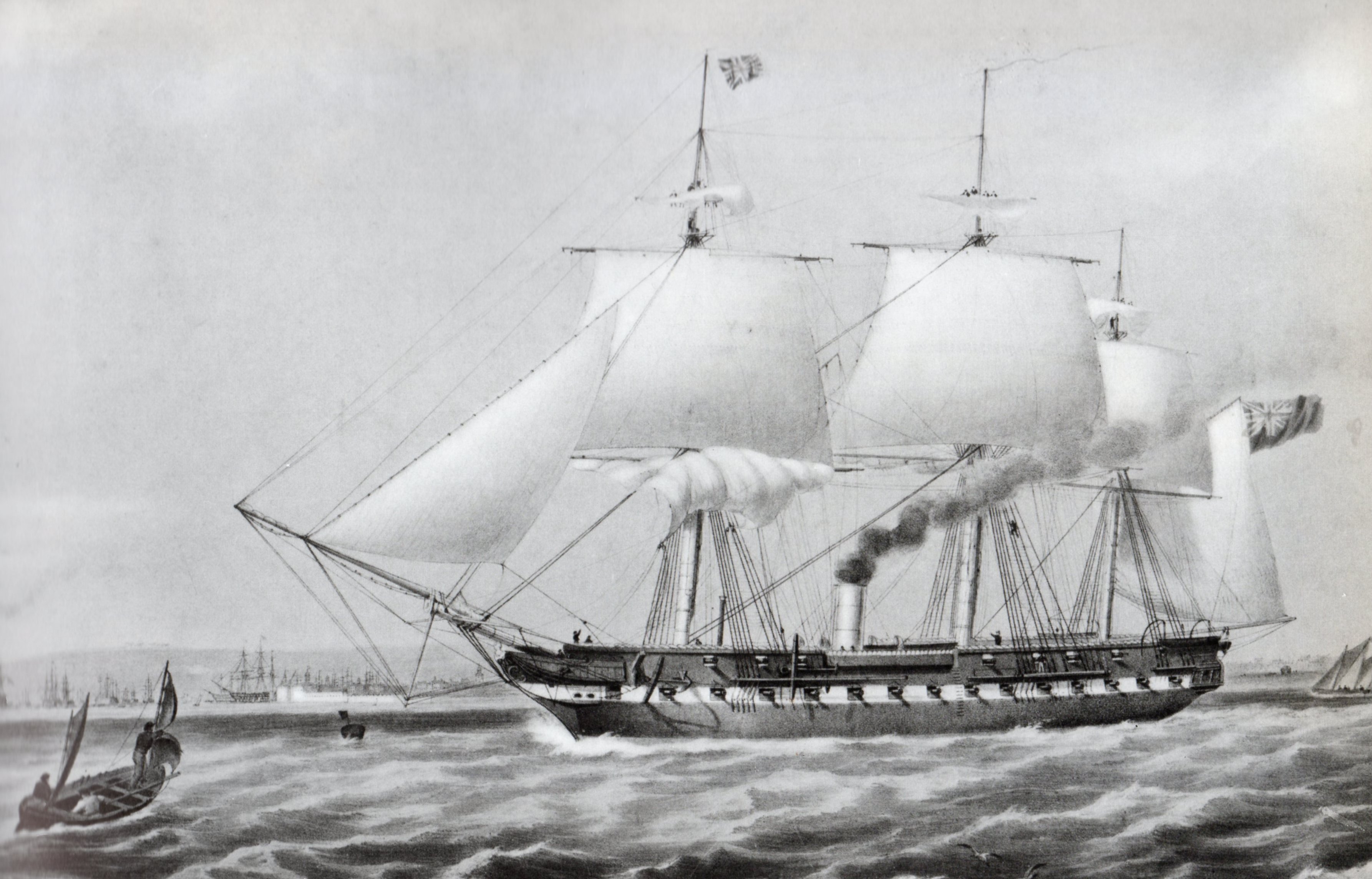
HMS Arrogant, Kiellegung 1848

Aufgrund von Absprachen, die Prinz Adalbert von Preußen getroffen hatte, konnte Bothwell einen Dienst als Seekadett in der britischen Marine antreten, er war von 1851 bis 1853 Midshipman auf der Schraubenfregatte HMS Arrogant unter Captain Stephen Grenville Fremantle, esq. (1810–1860). Das Schiff wurde 1852 in der britischen Baltischen Flotte von Admiral Charles John Napier auf der Ostsee eingesetzt. Die Flotte blockierte die Newa; im September 1854 kehrte Napier mit der Paddelfregatte HMS Gladiator und dem Linienschiff der dritten Klasse HMS Cumberland nach London zurück.
Am 13. Dezember 1852 wurde Seconde-Lieutenant Bothwell vom 2. Artillerie-Regiment zum Premier-Lieutenant befördert.
Der Premier Lieutenant v. Bothwell vom 2. Artillerie-Regiment, welcher seit dem Jahre 1851 zur Dienstleistung bei der britischen Marine kommandiert war, befand sich nach Zeitungsmeldungen im März 1853 wieder in Deutschland und war dem Königlichen OberCommando der Marine attachirt. Er werde wahrscheinlich bald definitiv zur Königlichen Marine übertreten. Tatsächlich wurde er am 8. April 1853 zur Dienstleistung bei der Marine kommandiert, und am 21. Dezember 1853 wurde der frühere Premierlieutenant im 2. Artillerie-Regiment von Bothwell als Leutnant zur See 2. Klasse bei der Marine angestellt.

### Wilhelmshaven (1854)
Mitte August 1854 logierte Prinz Adalbert von Preußen mit seinem engsten Stab, darunter sein Adjutant Herr Lieutenant v. Bothwell, auf der oldenburgischen Insel Wangerooge.

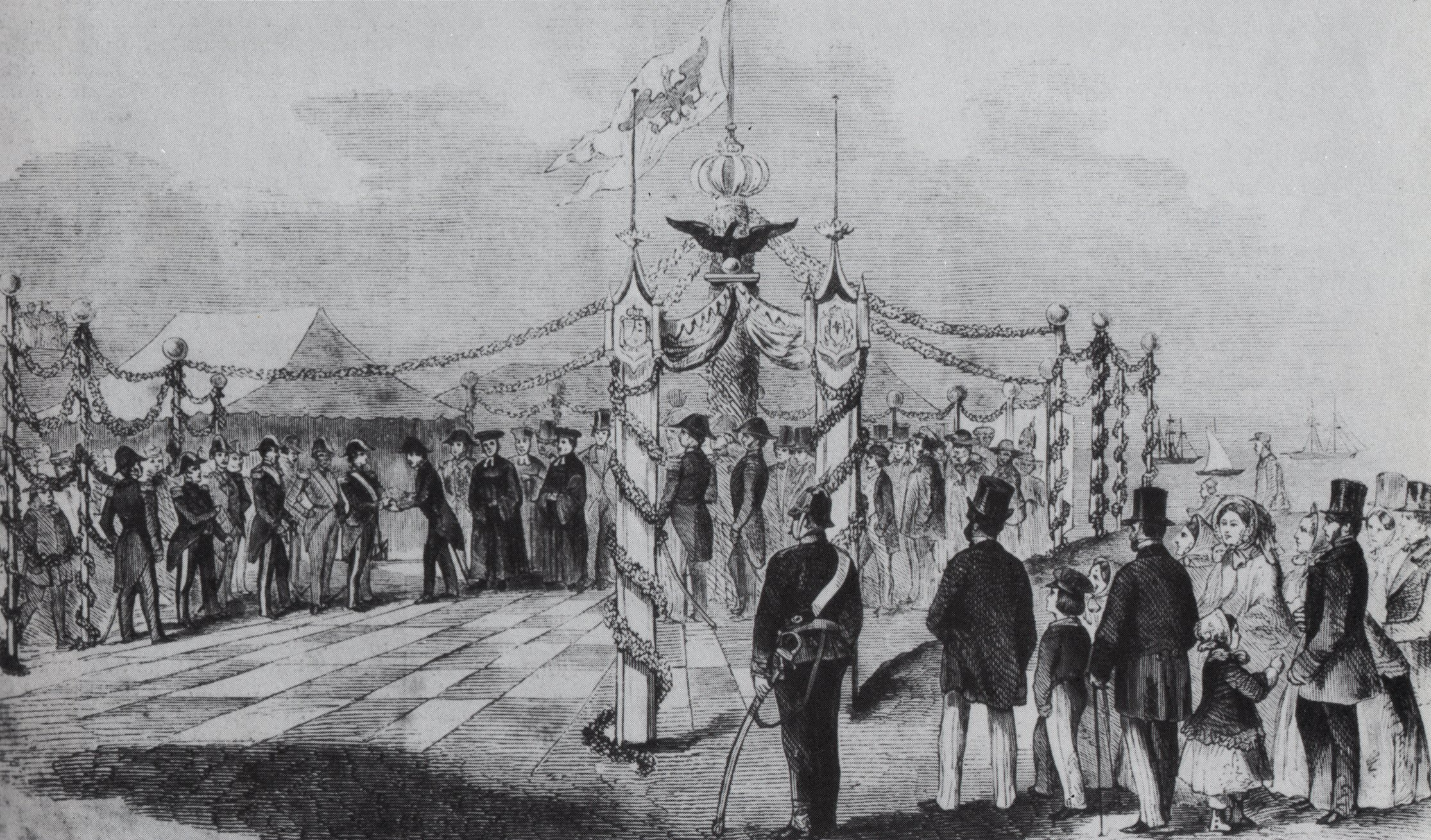
Übernahme des von Oldenburg an Preußen abgetretenen Jadegebiets durch den Prinzen Adalbert von Preußen am 23. November 1854

Am 23. November 1854 begleiteten der Lieutenant zur See Bothwell, Korvettenkapitän Wilhelm von Hessen-Philippsthal-Barchfeld, Hauptmann à la suite Karl von Kraewell als Adjutant, sowie die Geheimen Admiralitätsräte Ernst Gaebler und Samuel Gottfried Kerst den Admiral Prinz Adalbert von Preußen bei der Inbesitznahme des zuvor oldenburgischen Kriegshafens Wilhelmshaven für Preußen gemäß dem Jade-Vertrag von 1853. Das Großherzogtum Oldenburg wurde von Innenminister Karl von Berg und Regierungsrat Theodor Erdmann vertreten.

### Werft-Besuche in Großbritannien und Frankreich (1855)
1855 lebte der Leutnant zur See 2. Klasse und Adjutant v. Bothwell in Berlin in der Oranienburger Straße 37.
Während des Krimkrieges schickte Prinz Adalbert von Preußen seinen Adjutanten, den Premierlieutenant zur See von Bothwell, im Juli 1855 mit Plänen der Marineschiffbau-Ingenieure Carl Ludwig Friedrich Randow († nach 1876) und Felix Devrient (1825–1907) für Schraubenfregatten zu Machbarkeits-Recherchen nach Großbritannien und Frankreich.

### Teilnahme am Gefecht von Tres Forcas (1856)
Nachdem am 7. Dezember 1852 die Stettiner Handels-Brigg Flora unter Kapitän Witt auf der Reise von Newcastle nach Marseille mit Steinkohlen von berbersprachigen Piraten (Beni Julafa-Kabylen) überfallen worden war, wobei der Matrose Maaß getötet wurde, plante Prinz Adalbert von Preußen eine Strafexpedition „zur Beunruhigung der marokkanischen Küste“ („Kanonenbootpolitik“). Der preußische Generalkonsul für Spanien und Portugal Julius von Minutoli unternahm deswegen eine Erkundungsfahrt mit Premierlieutenant von Bothwell. Auf der Fahrt ins Mittelmeer kam es zu einem Zerwürfnis zwischen Prinz Adalbert und Korvettenkapitän Wilhelm von Hessen-Philippsthal-Barchfeld, der Danzig in Cherbourg verlassen musste.
Am 9. März 1855 wurde von Bothwell unter Belassung in seinem Verhältnis als Adjutant des Oberbefehlshabers der Marine zum Leutnant zur See 1. Klasse befördert. 1856 wohnte der Leutnant zur See 1. Klasse und Adjutant in Berlin in der Linkstraße 37.

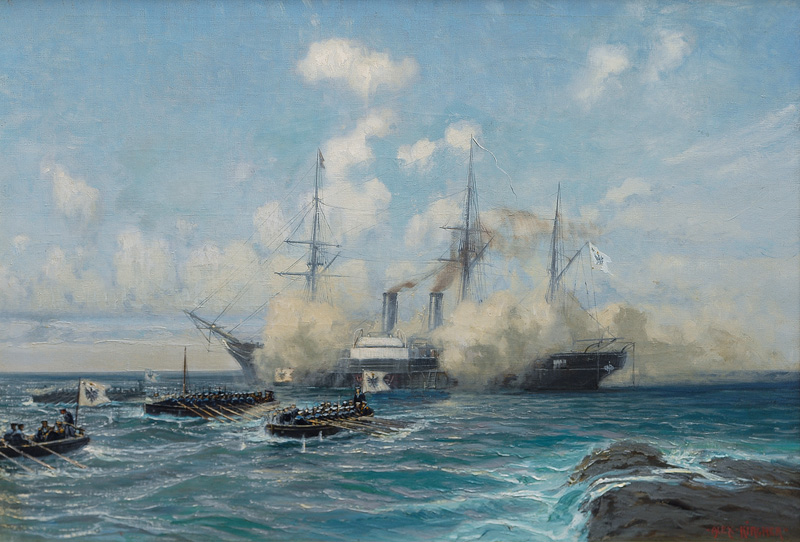
Die Landung der SMS Danzig bei Tres Forcas, Gemälde von Alexander Kircher

An dem Gefecht von Tres Forcas an der marokkanischen Küste bei Melilla mit Rifkabylen am 7. August 1856, bei dem Admiral Adalbert von Preußen verwundet wurde, hat als Erster Offizier des Raddampfers SMS Danzig auch der Premierlieutenant Arthur von Bothwell teilgenommen. Ein Offizier und sechs Mannschaftsangehörige der SMS Danzig fielen bei dem Gefecht, die übrigen retteten sich auf dem Schiff nach Gibraltar. Leutnant von Bothwell brachte dabei den schwer verwundeten Adjutanten des Prinzen Adalbert von Preußen Leutnant zur See 1. Klasse Theodor Niesemann († 1856), der später seinen Verletzungen erlag, unter Feuer in das Landungsboot. Am 5. November 1856 kehrte SMS Danzig nach Neufahrwasser (Nowy Port) zurück.
1857 reiste Arthur von Bothwell mit seiner Frau Julie nach Le Havre de Grâce, um den Bau der preußischen Yacht Grille auf der französischen Werft Chantiers et Ateliers Augustin Normand zu überwachen. Carl Loewe besuchte Tochter und Schwiegersohn in der Normandie. Leutnant zur See 1. Klasse bzw. Corvetten-Capitain Bothwell war vom 3. Juni bis 22. Oktober 1858 unter Entbindung von seinem Commando als Adjutant bei SKH Prinz Adalbert erster Kommandant der Grille. 1908 erinnerte Kaiser Wilhelm II. mit einem Tagesbefehl an das 50-jährige Jubiläum dieser Kommandoübernahme. Von Ende 1857 bis Oktober 1861 war Arthur von Bothwell Corvetten-Kapitän mit dem Rang eines Majors.
Bothwells Nachfolger als Adjutant des Prinzen Adalbert seit März 1857, Leutnant zur See Georg Chüden (1834–1859), starb am 1. Februar 1859 bei einem Pistolenduell gegen den Husarenleutnant Georg von Bock zu Wülfingen (* um 1838; † 1863) in Hannover (ein Gedenkstein befindet sich in Kleefeld). Chüden hatte wie Bothwell in der Royal Navy gedient, am Krimkrieg und am Gefecht von Tres Forcas teilgenommen. Zum militärischen Begräbnis Chüdens am 5. Februar 1859 fuhren Bothwell und viele seiner Kameraden nach Hannover.

### Chef des Stabes des Ober-Kommandos der Marine (1859–1862)
Vom 1. Juni 1859 bis 31. August 1859 war Bothwell Kommandant der SMS Danzig. Als Korvettenkapitän Bothwell in dieser Zeit am 7. Oktober 1859 mit einem Telegramm aus Swinemünde in die Admiralität der Marine nach Berlin berufen wurde, übergab er das Kommando an seinen Lieutenant zur See 1. Klasse Ludwig Henk. Am 19. November wurde von Bothwell mit der Wahrnehmung der Geschäfte des Chef des Stabes des Ober-Kommandos der Marine beauftragt. In Berlin wohnte Capitain zu See „J. von Bothwell“, Commandeur der Fregatte „Grille“, 1857 bis 1859 in der Eichhornstraße 7.
Am 11. September 1858 traf ein preußisches Geschwader geführt von Prinz Adalbert mit der königlichen Yacht Grille unter dem Kommando von Bothwell, und den beiden Fregatten Thetis und Gefion  auf der Fahrt nach Brest zu einem Besuch in Great Yarmouth ein. Capitänlieutenant Prinz Hugo von Schwarzburg-Sondershausen, Capitän Bothwell und weitere Offiziere wurden mittags festlich bewirtet.
Bothwell wurde als Chef des Stabes des Ober-Kommandos der Marine am 18. Oktober 1861 zum Korvettenkapitän mit dem Rang eines Oberstlieutenants (Bezeichnung ab 1898: Fregattenkapitän) befördert. In Berlin war von Bothwell 1861 Mitglied der Großen National-Mutterloge der Preußischen Staaten „Zu den drei Weltkugeln“.
1862 berichtete Berthold Auerbach von seinem „Platz zwischen dem Corvetten-Capitän von Bothwell (ein Nachkomme aus der Familie der Maria Stuartschen Bothwell) und einem Oberst Zimmermann, beide durchaus heitere frohe Naturen mit gesundem Lebensblick“, bei einem Galadiner am 19. Januar anlässlich der Verleihung des Roten Adlerordens im Weißen Saal des Berliner Schlosses in Anwesenheit von König Friedrich Wilhelm IV. von Preußen und Königin Elisabeth Ludovika. Von Bothwell wurde an diesem Tag die III. Ordensklasse mit der Schleife (für Inhaber der III. Klasse, die zuvor bereits im Besitz der IV. Klasse waren) und Schwertern (für Kriegsverdienst) am Ring verliehen.
Vom 5. August 1862 bis zum Oktober 1862 war von Bothwell als Nachfolger von Henrik Ludvig Sundevall und Johann Otto Donner Kommandant der Gefion. Er unterhielt 1858 bis 1864 in Berlin eine Wohnung An der Grabenstraße (heute: Reichpietschufer) 30.

### Ostasienfahrt der SMS Gazelle (1863–1865)

Marine-Denkmal Gibraltar, Eisenguss von Ernst Herter, 1862/63

SMS Gazelle

1862/63 hatte die Gedeckte Korvette Gazelle unter Kapitän zur See Eduard Heldt den Auftrag, ein Denkmal für die sieben Gefallenen des Gefechts von Tres Forcas nach Gibraltar zu bringen. Das Denkmal wurde am 8. Januar 1863 mit einer Rede von Heldt enthüllt.  Das Schiff wurde anschließend mit einer Reise nach Ostasien (China und Japan) beauftragt. Heldt und von Bothwell hatten schon am 26. Dezember 1862 ihre Posten tauschen müssen, dies wurde aber erst im Frühjahr 1863 amtlich veröffentlicht. Korvettenkapitän Heldt, neuer Chef des Stabes, wurde als Kommandant von SMS Gazelle durch den bisherigen Chef des Stabes, Korvettenkapitän von Bothwell, abgelöst. Die Expedition nach Ostasien ging auf eine persönliche Initiative von Prinz Adalbert zurück. Bothwell, der an Bord war, muss in letzter Minute – SMS Gazelle lief bereits Gibraltar an – von Prinz Adalbert mündliche Anweisung erhalten haben. Er ging bei seinen Dispositionen davon aus, dass die Gazelle einen anderen Rück- als Hinweg nehmen würde. Auch führte er eine Karte der Pescadores-Inseln aus der Privatbibliothek des Prinzen mit.
SMS Gazelle verließ nach dem Kommandantenwechsel Ende Januar 1863 Gibraltar und erreichte über Funchal (31. Januar) nach einem Zwischenstopp am 23. März in Rio de Janeiro, wo Kaiser Pedro I. von Brasilien das Schiff besichtigte. Nach Umsegelung des Kaps der Guten Hoffnung lief sie mit der Passatdrift Sumatra an und erreichte am 31. Mai Singapur, verließ Hongkong am 15. Juli, ankerte am 17./18. Juli vor Amoy (Xiamen) und war am 21./30. Juli in Schanghai. Durch Vermittlung des preußischen Generalkonsuls Guido von Rehfues (1818–1894) nahm ab Hongkong der Maler Eduard Hildebrandt an der Reise teil. Das Passieren der Van Diemens-Straße verzögerte ein Taifun, so dass das Schiff Yokohama erst am 8. August erreichte.
Am 8. August 1863 ankerte S. M. S. Gazelle aus China kommend unter Kommandant Kapitän zur See (damals noch Korvettenkapitän) von Bothwell mit dem späteren Generalkonsul des Norddeutschen Bundes Max von Brandt, Legationsrat Joseph Maria von Radowitz, Attaché Leutnant Prinz Theodor Friedrich zu Sayn-Wittgenstein-Berleburg (1836–1909) und dem künftigen preußischen Gesandten in Peking Guido von Rehfues an Bord vor Yokohama. Am 21. Januar 1864 wurden in Tokio (Yeddo) die Ratifizierungsurkunden zum preußisch-japanischen Handelsvertrag vom 24. Januar 1861 ausgetauscht.
In der Nähe von Yokohama war ein deutsches Schiff gestrandet und beraubt worden. Der Kommandant der SMS Gazelle, der spätere Kapitän zur See von Bothwell, zog mit einem Landungskorps hin um zu bergen. Er verweigerte unterwegs einem japanischen Daimyō den geforderten Kotau, bot aber eine militärische Ehrenbezeugung (Präsentation der Waffe im Laufschritt) an, wie sie einem preußischen Prinzen gebühren würde. Am 8. September 1863 verabschiedete sich Eduard Hildebrandt von der Besatzung der Gazelle, um mit dem britischen Dampfschiff SS Carthage weiter nach Nagasaki zu reisen.
Die SMS Gazelle verließ die japanische Küste am 11. Februar 1864 Richtung China. In Schanghai erreichte das Schiff am 6. April 1864 der Befehl, wegen des Kriegsausbruchs den Kreuzerkrieg gegen dänische Handelsschiffe zu führen.

### Prisenverhandlungen in Hongkong und Tientsin (1864)
Auf ihrer Fahrt nach Ostasien während des Deutsch-Dänischen Krieges brachte SMS Gazelle am 26. April 1864 auf der Fahrt von Singapur nach Tianjin-Taku die dänische Brigg Caroline auf. In chinesischen Gewässern wurden noch zwei weitere dänische Schiffe (Falk und Cathrine) und am 2. Juni 1864 die dänische 3-Mast-Schonerbark (Barkentine) Chin-Chin gekapert. In Taku an der Mündung des Hai He (Paiho) ging die diplomatische Delegation nach Peking von Bord.
Die Gazelle hatte ihre Prisen in der Bucht von Petchili (Běi Zhílì) gemacht, mit Ausnahme der Chin-Chin, die vor Amoy (Xiamen) aufgebracht worden war. Als dieses Schiff im Juni 1864 unter preußischer Flagge als Prise nach Hongkong kam, zahlten sich die konsularischen Abmachungen von Waldemar von Raasløff für die Dänen aus. Konsul George Johan Helland (1830–1906) in Hongkong protestierte erfolgreich und Gouverneur Sir Hercules Robinson gab die Chin-Chin für Dänemark frei. Nachdem im Juni 1864 ein Prisengericht in Tientsin (Tianjin), Hauptstadt der Provinz Zhili, zusammengetreten war und über die dort von der „Gazelle“ aufgebrachten dänischen Fahrzeuge Falk, Caroline und Cathrine entschieden hatte, wurden die von der Gazelle gekaperten Schiffe Karoline und Kathrine freigegeben und segeln danach eine Zeit lang als Handelsschiffe unter preußischer Flagge. Der Sønderburger Schooner Falk wurde von dem preußischen Bevollmächtigten verkauft. Die Gazelle ging am 13. Juni 1864 nach „Tschiffu“ (Yantai-Zhifu) ab.

### Rückkehr nach Deutschland, Stationschef in Kiel (1867–1869)

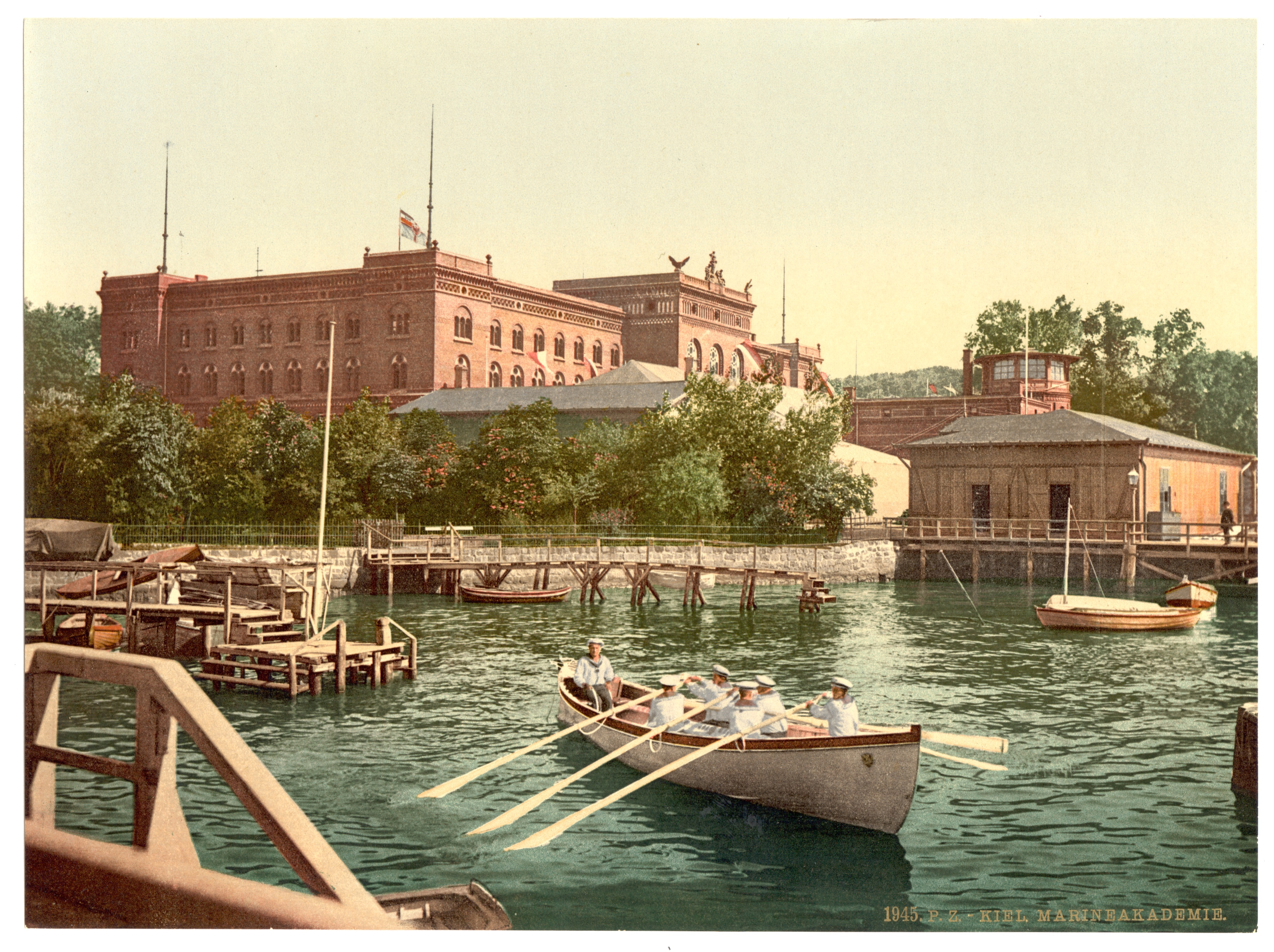
Stationskommando der Marinestation der Ostsee in Kiel

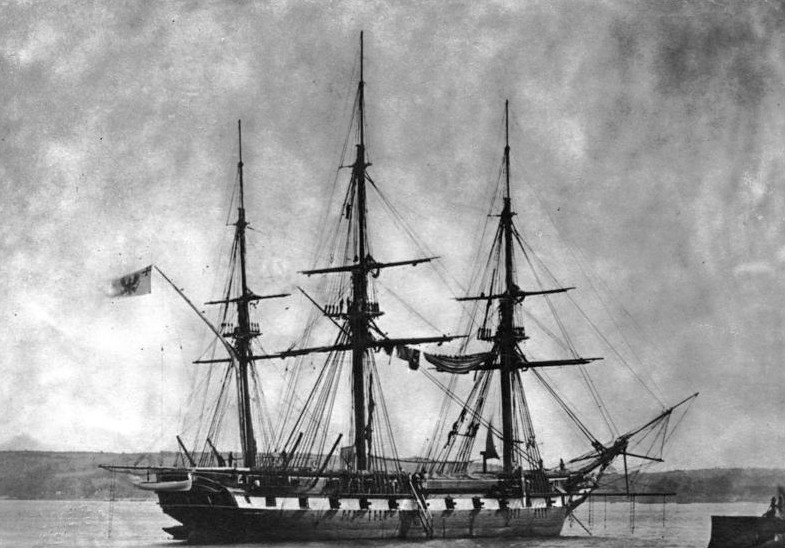
Fregatte Thetis vor Anker, 1867

1864 wurde die Stelle des „Korvettenkapitäns“ Bothwell von der Marinekommission des Preußischen Abgeordnetenhauses nach einem Bericht der linksliberalen Volks-Zeitung aus dem Marine-Etat gestrichen, weil er kein Seemann, sondern vor einigen Jahren noch Leutnant bei der reitenden Artillerie gewesen sei. Tatsächlich bekleidete Bothwell 1864 nach fünfzehnjährigem Dienst in der Marine nicht mehr die Stelle eines Korvettenkapitäns mit Oberstlieutenantsrang, sondern war inzwischen Kapitän zur See mit Oberstenrang geworden.
Im Mai 1865 kehrte SMS Gazelle nach Deutschland zurück.
1866 wurde der mit dem Roten Adlerorden III. und IV. Klasse, dem Preußischen Kronenorden III. Klasse, dem Militär-Ehrenzeichen, I. Klasse, und dem Ehren-Komtur- und Ehren-Kleinkreuz des Oldenburgischen Haus- und Verdienstordens dekorierte Capitain zur See (à la suite zur Stammdivision der Flotte der Ostsee gestellt) Bothwell als Commandant der SMS Gefion aufgeführt. Im März 1866 wurde er als Kommandant der SMS Gefion zum neugebildeten preußischen Geschwader im Kriegshafen Kiel versetzt und blieb dies mit Unterbrechung von Juni 1866 bis September 1866 bis zur zwischenzeitlichen Außerdienststellung im November 1866. Der schnelle Friedensschluss am 23. August 1866 verhinderte eine Teilnahme des Geschwaders am Preußisch-Österreichischen Krieg, und es wurde am 17. September wieder aufgelöst.
Am 30. März 1867 wurde Kapitän zur See von Bothwell zum Kommandanten der Segelfregatte Thetis als Artillerieschulschiff ernannt. Bereits am 20. Oktober 1867 wurde Bothwell unter Entbindung von dem Kommando der Fregatte SMS Thetis mit der Vertretung des als Präses zum Marineministerium abkommandierten Chefs der Marinestation der Ostsee, Konteradmiral Eduard von Jachmann, beauftragt.
Chef der Marinestation der Ostsee der Marine des Norddeutschen Bundes in Kiel war er von 1867 bis 1869,
zugleich blieb er Adjutant des Prinzen Adalbert von Preußen. Er wohnte mit seiner Familie in Kiel-Vorstadt in der Friedrichstraße (1905 umbenannt in: Herzog-Friedrich-Straße) 15. Im April 1868 erhielt er das Kommando über SMS Thetis zurück.
Etwa 200 Abgeordnete aller Parteien des Deutschen Zollparlaments und des Zollbundesrats, davon ein Viertel mit ihren Ehefrauen reisten am 24. Mai 1868 zu einer Besichtigung der Norddeutschen Marine mit einem Sonderzug von Berlin über Hamburg nach Kiel. Von Bothwell übernahm selbst eine Führung über SMS Thetis. Unter den Besuchern waren der hessische Beauftragte Karl Hofmann, die Minister Joseph von Linden, Graf August zu Eulenburg  und August von der Heydt, Graf Otto II. von Solms-Laubach, nicht aber Otto von Bismarck.
Am 26. Juni 1869 wurde Kapitän zur See Arthur von Bothwell aus dem aktiven Dienst verabschiedet und mit Pension zur Disposition gestellt.

### Ruhestand in Unkel (1873–1904)

Urkunde der Grundsteinlegung zu den Kellereianlagen des Unkeler Winzervereins, 1899, mit Unterschriften von Bothwell, Kircharz, Biesenbach und der Firma Raiffeisen & Cons.

Arthur von Bothwell erwarb 1873 das Freiligrathhaus in Unkel. Er gründete 1874 – orientiert am Genossenschaftskonzept des Sozialreformers Friedrich Wilhelm Raiffeisen, der ebenfalls im Landkreis Neuwied wirkte –, mit u. a. dem Arzt Matthias Kirchartz (1837–1906) den Unkeler Spar- und Darlehenskassenverein (aufgegangen in der VR Bank Rhein-Mosel eG), 1884 wurde er Erster Beigeordneter in Unkel und damit Stellvertreter der Bürgermeister Oscar Theodor von Altrock (1832–1891) und Gustav Biesenbach (DZP). 1895 war er im Gasthaus Zur Löwenburg (später Hotel-Restaurant Unkeler Winzerverein am Markt) an der Gründung der Winzergenossenschaft Unkeler Winzerverein beteiligt (aufgelöst 1975).
Oberstleutnant Adolf Freiherr von Knobelsdorff und seine Frau Juliane, geborene von Rabe, aus Breslau erwarben um 1870 von Kapitän Bothwell ein großes Grundstück in Unkel, auf dem sie Haus Rabeneck (spätere Villa Blumenthal) und eine weitläufige Parkanlage mit Gärtnerhaus und Jansenschem Bruchsteinhaus errichten.
In Unkel war „der Freiherr von Bothwell“ sehr beliebt, auch bei der Schuljugend, und wurde „der alte Oberst“ genannt, da er nicht mit einem Handelskapitän verwechselt werden sollte.

## Varia
Der 1863–1876 in Japan tätige Hamburger Kaufmann Arthur Richard Weber porträtierte Arthur von Bothwell in seinen Lebenserinnerungen als „Kapitän von Gehrkens“ einer S. M. S. Fehrbellin in Yokohama. Der in Altona geborene Weber reiste offenbar eine Strecke als „dänischer Gefangener“ auf dem deutschen Schiff mit.
Der Berliner Maler und Grafiker Paul Meyerheim soll „eine Küstenfahrt auf der preußischen Kriegscorvette ‚Die Gazelle‘ in der Gesellschaft des Capitains Bothwell von Danzig nach Norwegen“ mitgemacht haben.

## Familie
Valentin Robert Georg James Arthur von Bothwell heiratete am 14. August 1847 in der Sankt Jakobikirche der Garnisons-Kirchengemeinde Stettin Julie Loewe (1826–1920), eine Tochter von Carl Loewe und der Sängerin Auguste Emilie Laura Lange (1806–1895) aus Stettin.
Kinder, geboren in Stettin:
1. Sarah Ada Marie Hedwig von Bothwell (* 13. August 1848; † 18. März 1930), verheiratet mit Oberst Julius Mebes der Jüngere (1831–1870). Als Nichten  adoptierte Töchter:[95]
  1. Helene von Bothwell-Ulffers,
  2. Gottfriede von Bothwell-Ulffers († 17. Juli 1950).
2. Jacob (James) von Bothwell (* 14. Dezember 1849; † nach 1869).[96] Es dürfte sich bei ihm um den „sehr jugendlichen Leutnant Bothwell“ handeln, der von Alfred Tesdorpf[91] in einem etwas unklaren Zusammenhang erwähnt wurde: Seinetwegen „kam es zu dieser Zeit (d. h.: nach 1864) mal zwischen Vater Bothwell und (Korvettenkapitän) (Andreas Anker) Schau zu einer Duellforderung, die gütlich beizulegen bei dem Starrsinn der beiden würdigen Kommandanten sehr schwer hielt“.[90] Unterlieutenant zur See von Bothwell wohnte 1869 in Kiel bei seinen Eltern[79] und diente auf dem Rad-Aviso Preußischer Adler.[97] 1870 wird sein Abgang aus der Marine vermerkt.[98]

Carl Loewe komponierte um 1850 einen Bothwell-Marsch für Klavier (ohne op.) und das Lied Der Wanderer auf Bothwell Castle. In: Schottische Lieder für Clarinette und Pianoforte (Op. 112, Nr. 2), das er „seinem lieben Schwiegersohne Arthur von Bothwell“ widmete. Er starb 1869 in der Wohnung seiner Kinder in Kiel. Dem Korvettenkapitän Prinz Wilhelm von Hessen-Philippsthal-Barchfeld, einem Freund seines Schwiegersohnes, widmete Loewe die Ballade Das Vaterland (op. 125, Nr. 8). Dem Prinzen Adalbert von Preußen widmete er das 1856 komponierte Preußische Marinelied (Hohenzoller-Album, Nr. 13), das er durch seinen Schwiegersohn überreichen ließ.

## Würdigung
Seit 1907 gibt es eine Bothwellstraße in Kiel-Gaarden. Auch in Unkel gibt es eine Von-Bothwell-Straße.